# Atollo di Bikini
Bikini è una municipalità delle Isole Marshall costituita dall'omonimo atollo che comprende 36 isolette (le principali sono Aomen e Bikini), nella catena delle Ralik, nell'Oceano Pacifico. L'atollo è costituito da un'ampia laguna (594,2 km²).

## Nome
Bikini è una derivazione dal nome marshallese Pikinni che deriva da "Pik", che significa "superficie", e da "Ni", che significa "palma da cocco". La municipalità è stata chiamata in passato anche con i nomi di Eschscholtz Islands (Kotzebue) nel 1825, Brown e Dowsett nel 1834.
Bikini ha dato il nome al famoso costume da bagno femminile.

## Popolazione
La popolazione residente è costituita da un limitato numero di custodi.
| Popolazione |      |      |      |      |      |      |      |
| Anno        | 1958 | 1967 | 1973 | 1980 | 1988 | 1999 | 2011 |
| Abitanti    | 0    | 0    | 75   | 0    | 10   | 13   | 9    |

## Storia
Il navigatore ed esploratore Otto von Kotzebue chiamò Bikini "Atollo Eschscholtz" in onore dello scienziato Johann Friedrich von Eschscholtz.
Nel 1946, per 10 dollari, l'atollo divenne un poligono nucleare americano, con l'operazione Crossroads che misurò gli effetti di una bomba nucleare su una flotta in alto mare. Altri test continuarono fino al 1958, quando su Bikini vennero sperimentate le bombe nucleari all'idrogeno. Nel giro di dodici anni l'atollo di Bikini e il vicino atollo di Enewetak furono sottoposti a sessantasette esperimenti nucleari, inclusa la cosiddetta operazione Castle Bravo, nome in codice della bomba all'idrogeno fatta esplodere a Bikini. Nel 1946, prima dell'inizio di questi esperimenti, la popolazione venne evacuata sull'atollo di Rongerik, con la promessa che sarebbe potuta ritornare alla fine dell'esperimento.
Tra la fine degli anni sessanta e l'inizio degli anni settanta alcune persone originarie dell'arcipelago vi fecero ritorno, partendo da Kili. Furono però allontanate a causa della elevata radioattività. Dal 1997 l'atollo è stato dichiarato nuovamente abitabile, ma attualmente le isole rimangono disabitate. Gli abitanti hanno mosso causa infruttuosamente agli Stati Uniti per essere risarciti. Dal 2013 gli ex-abitanti di Bikini sono coperti per le eventuali cure mediche e ricevono un sussidio di circa 550 dollari al mese per ogni individuo.
A distanza di settant'anni dall'inizio delle esplosioni nucleari, un gruppo di ricercatori della Columbia University di New York, nello studio Measurement of background gamma radiation in the northern Marshall Islands pubblicato su Proceedings of the National Academy of Sciences, ha rilevato come sull'isola di Bikini la radioattività dovuta al cesio sia superiore a quanto previsto dagli accordi tra Stati Uniti e Repubblica delle Isole Marshall. L'isola pertanto non può essere ripopolata perché insalubre.
Nel 2010 è stato riconosciuto come patrimonio mondiale dell'umanità dall'UNESCO.

## Galleria d'immagini

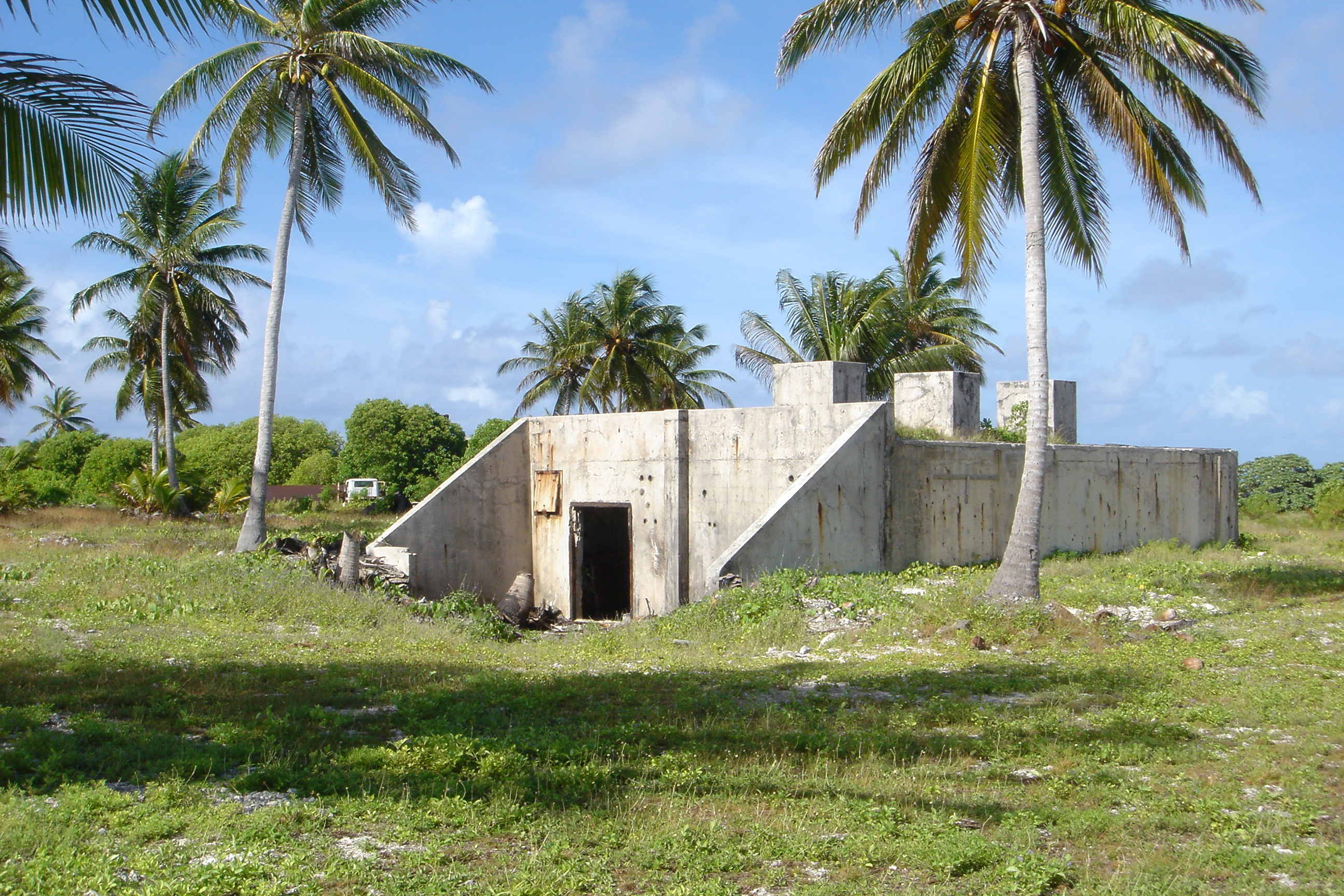
Bunker americano situato nell'isola
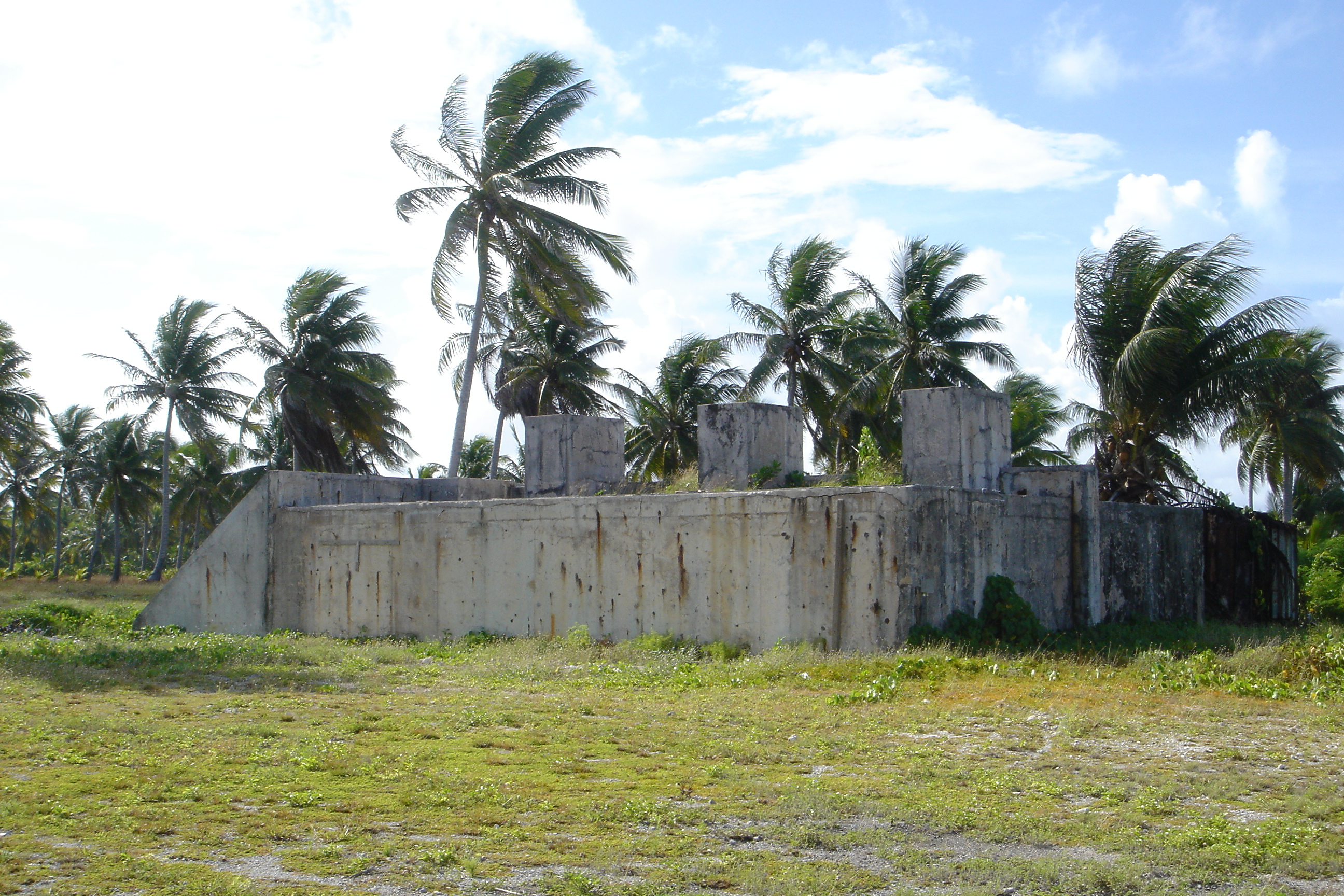
Retro del bunker
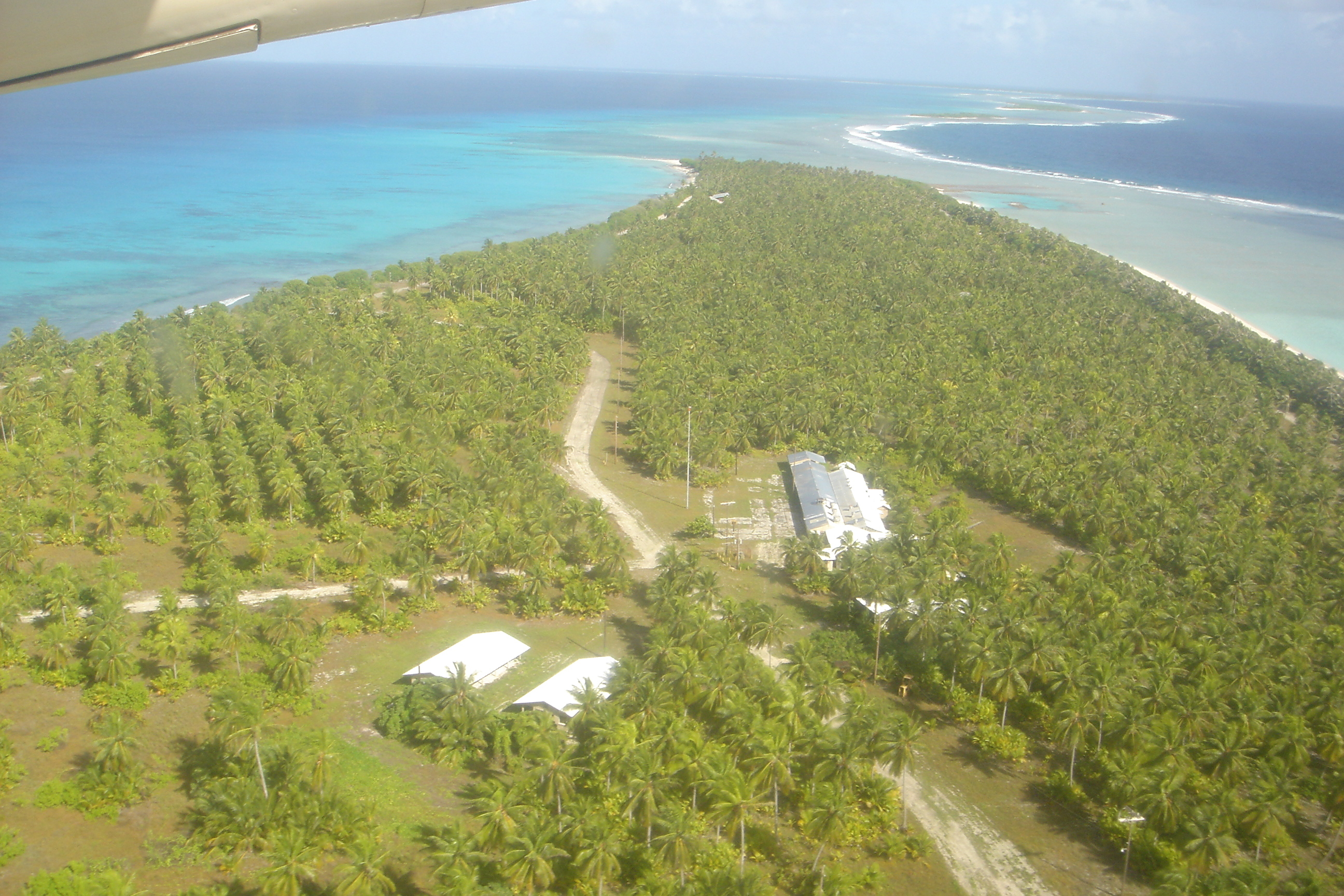
L'isola vista dall'alto
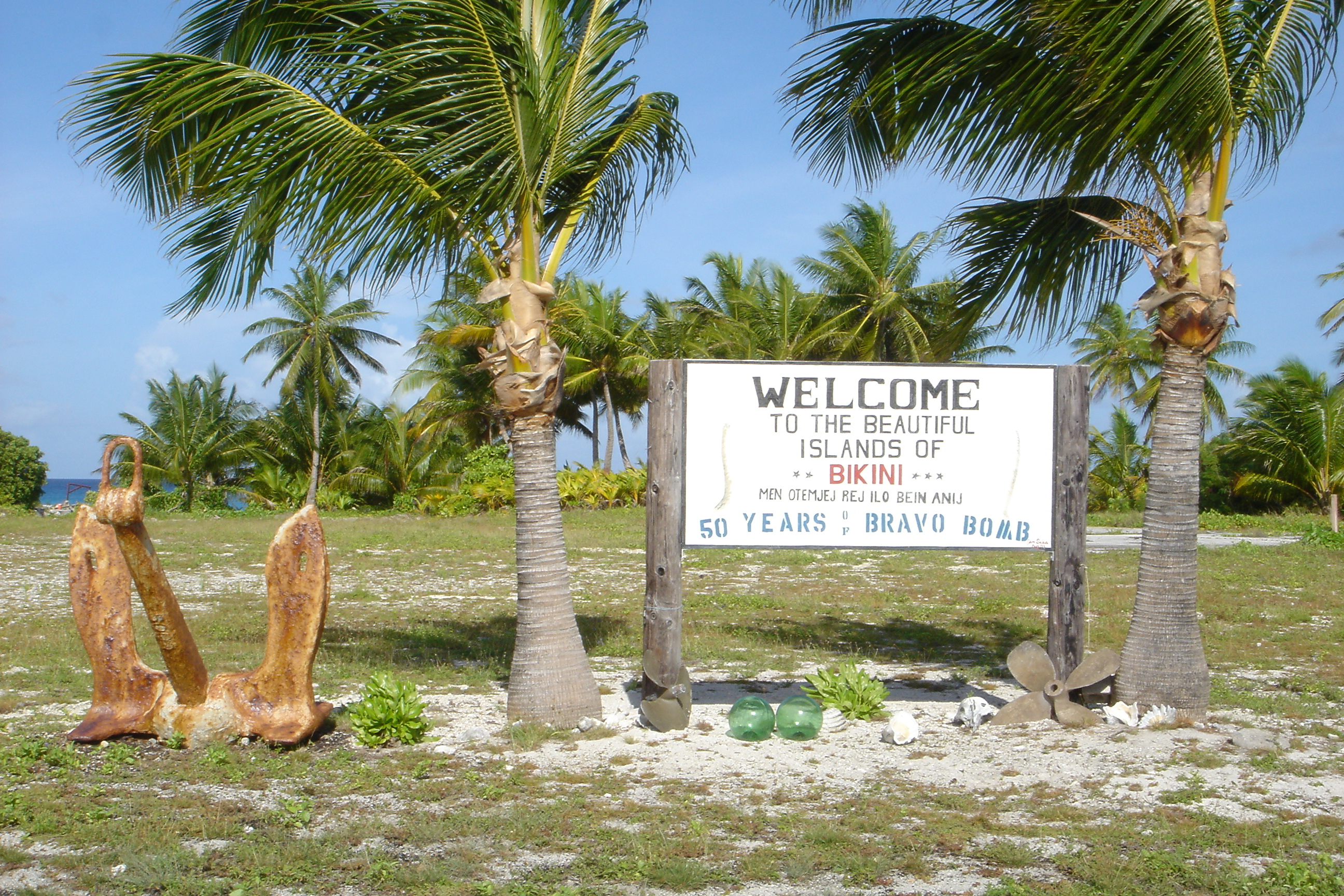
Cartello d'ingresso all'isola
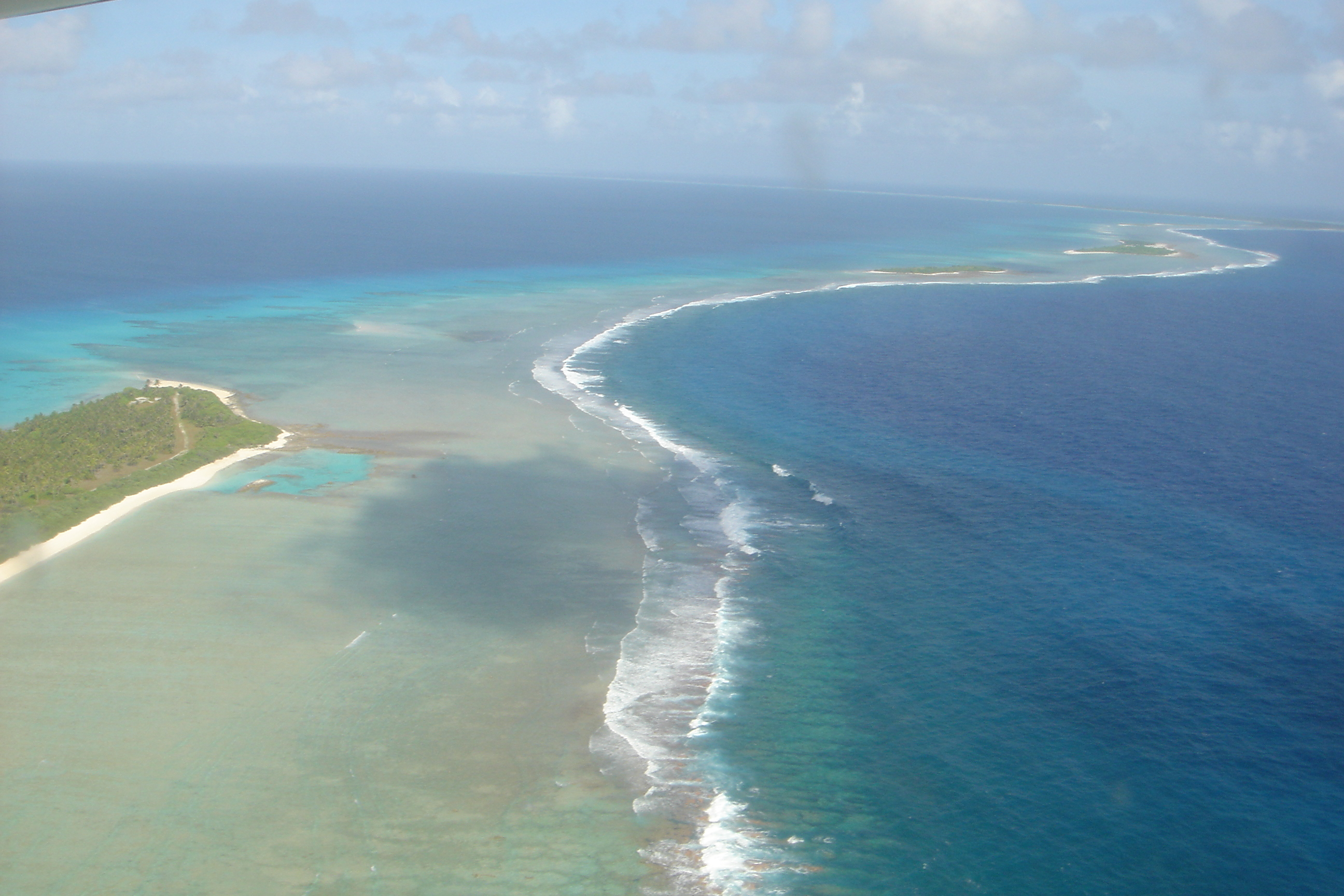
Vista della costa dall'alto